# Hypnum glareosum
Hypnum glareosum là một loài Rêu trong họ Hypnaceae. Loài này được Bruch ex Spruce mô tả khoa học đầu tiên năm 1847.